# Alex Zucker
Alex Zucker (* 1964, New Jersey) je americký překladatel z češtiny.

## Životopis
Dětství strávil v Michiganu, dnes žije v Brooklynu, NY. V roce 1986 obdržel licenciát v zoologii, později vystudoval politologii na Kolumbijské univerzitě (School of International and Public Affairs), kde byl v roce 1990 jmenován magistrem v oboru zahraničních věcí; téhož roku obdržel osvědčení Institutu pro střední a východní Evropu (Institute on East Central Europe).
V letech 1990 – 1995 žil v Praze, kde pracoval jako redaktor v anglické sekci ČTK a překladatel na volné noze. Pravidelně přispíval do periodik Prognosis, Raut, Trafika, Yazzyk, Zlatý řez aj.
V letech 2002 – 2004 vyučoval češtinu na newyorské Škole večerního a odborného vzdělávání (NYU School of Continuing and Professional Studies) a v letech 1996 – 2006 byl lektorem a redaktorem různých společenských a literárních periodik, mj. Bookforum, Vanity Fair, Condé Nast Traveler, Interview a Swing.
V roce 2003 založil svůj osobní blog "StrčPrst" (StickFinger), v němž uvažuje o literatuře a překládání, o politických a společenských tématech.
V současné době pracuje v nevýdělečném Auschwitz Institute for Peace and Reconciliation.

## Překlady (výbor)
- Seznam děl v Souborném katalogu ČR, jejichž autorem nebo tématem je Alex Zucker
- Miloslava Holubová: Víc než jeden život (More Than One Life, Northwestern University Press[nedostupný zdroj], 1999, spolu s Lyn Coffinem a Zdenkou Brodskou)
- Jáchym Topol: Sestra (City Sister Silver, Catbird Press, 2000)
- J. R. Pick: Smolař ve žluté čepici (The Unlucky Man in the Yellow Cap, The Unlucky Man in the Yellow Cap, 2006)[3]
- Ivan Blatný: Hra (The Game, in The Drug of Art: Selected poems of Ivan Blatný, Ugly Duckling Presse, 2007)
- Petra Hůlová: Paměť mojí babičce (All This Belongs to Me, Northwestern University Press: Writings from an Unbound Europe, 2009)
- Patrik Ouředník: Ad acta (Case Closed, Dalkey Archive Press, 2010)
- Patrik Ouředník: Příhodná chvíle, 1855' (The Opportune Moment, 1855, Dalkey Archive Press, 2011)

Alex Zucker je rovněž překladatelem písňových textů rockové skupiny Psí vojáci, filmových titulků (Miloš Forman: Dobře placená procházka) aj.